# AFC Futsal Club Championship
Die AFC Futsal Club Championship ist ein Kontinentalwettbewerb für Vereinsmannschaften im Futsal, der vom Asiatischen Fußballverband (AFC) erstmals im März 2010 in Isfahan im Iran ausgetragen wurde. Ursprünglich war die Erstaustragung des Turniers für Juli 2009 vorgesehen, aber aus Sicherheitsgründen auf 2010 verlegt worden.
An der Erstauflage des Wettbewerbes 2010 nahmen die zehn Meister folgender Länder teil: Australien, China, Iran, Irak, Japan, Kirgisen, Libanon, Katar, Thailand und Usbekistan. 2011 waren es dann nur noch acht Mannschaften. Aktuell nehmen zwölf Mannschaften am Turnier teil.

## Die Endspiele und Sieger
| Saison | Austragungsort                          | Finale                                  | Finale                                  | Finale                                  | Spiel um Platz 3                        | Spiel um Platz 3                        | Spiel um Platz 3                        |
| Saison | Austragungsort                          | Sieger                                  | Ergebnis                                | Finalist                                | 3. Platz                                | Ergebnis                                | 4. Platz                                |
| ------ | --------------------------------------- | --------------------------------------- | --------------------------------------- | --------------------------------------- | --------------------------------------- | --------------------------------------- | --------------------------------------- |
| 2010   | Isfahan (Iran)                          | Foolad Mahan                            | 5:2                                     | al-Sadd Sports Club                     | Nagoya Oceans                           | 6:6 n. V., 6:5 i.6mS.                   | Thai Port                               |
| 2011   | Doha (Katar)                            | Nagoya Oceans                           | 3:2 n. V.                               | Shahid Mansouri                         | Al-Sadaka                               | 4:4 n. V., 4:3 i.6mS.                   | Al-Rayyan SC                            |
| 2012   | Kuwait (Kuwait)                         | Sanaye Giti Pasand                      | 2:1                                     | Ardus                                   | Nagoya Oceans                           | 4:1                                     | Al-Rayyan SC                            |
| 2013   | Nagoya (Japan)                          | Chonburi Bluewave Futsal Club           | 1:1 n. V., 4:1 i.6mS.                   | Giti Pasand Isfahan                     | Nagoya Oceans                           | 6:4                                     | Shenzhen Nanling                        |
| 2014   | Chengdu (China)                         | Nagoya Oceans                           | 5:4 n. V.                               | Chonburi Blue Wave                      | Dabiri Tabriz FSC                       | 5:5 n. V., 7:6 i.6mS.                   | Shenzhen Nanling                        |
| 2015   | Isfahan (Iran)                          | Tasisat Daryaei                         | 5:4                                     | Al Qadsia                               | Thai Son Nam                            | 7:3                                     | Naft al-Wasat SC                        |
| 2016   | Bangkok (Thailand)                      | Nagoya Oceans                           | 4:4 n. V., 6:5 i.6mS.                   | Naft al-Wasat SC                        | Chonburi Bluewave Futsal Club           | 6:1                                     | Dibba al-Hisn Sports Club               |
| 2017   | Ho-Chi-Minh-Stadt (Vietnam)             | Chonburi Bluewave Futsal Club           | 3:2                                     | Giti Pasand Isfahan                     | Thai Son Nam                            | 6:1                                     | Al-Rayyan SC                            |
| 2018   | Yogyakarta (Indonesien)                 | Mes Sungun FSC                          | 4:2                                     | Thai Son Nam                            | Bank of Beirut                          | 5:3                                     | Naft al-Wasat SC                        |
| 2019   | Bangkok (Thailand)                      | Nagoya Oceans                           | 2:0                                     | Mes Sungun FSC                          | Thai Son Nam                            | 6:4                                     | FK AGMK Olmaliq                         |
| 2020   | Abgesagt aufgrund der COVID-19-Pandemie | Abgesagt aufgrund der COVID-19-Pandemie | Abgesagt aufgrund der COVID-19-Pandemie | Abgesagt aufgrund der COVID-19-Pandemie | Abgesagt aufgrund der COVID-19-Pandemie | Abgesagt aufgrund der COVID-19-Pandemie | Abgesagt aufgrund der COVID-19-Pandemie |
| 2021   | Abgesagt aufgrund der COVID-19-Pandemie | Abgesagt aufgrund der COVID-19-Pandemie | Abgesagt aufgrund der COVID-19-Pandemie | Abgesagt aufgrund der COVID-19-Pandemie | Abgesagt aufgrund der COVID-19-Pandemie | Abgesagt aufgrund der COVID-19-Pandemie | Abgesagt aufgrund der COVID-19-Pandemie |
| 2022   | Abgesagt aufgrund der COVID-19-Pandemie | Abgesagt aufgrund der COVID-19-Pandemie | Abgesagt aufgrund der COVID-19-Pandemie | Abgesagt aufgrund der COVID-19-Pandemie | Abgesagt aufgrund der COVID-19-Pandemie | Abgesagt aufgrund der COVID-19-Pandemie | Abgesagt aufgrund der COVID-19-Pandemie |
| 2023   | Nicht ausgetragen                       | Nicht ausgetragen                       | Nicht ausgetragen                       | Nicht ausgetragen                       | Nicht ausgetragen                       | Nicht ausgetragen                       | Nicht ausgetragen                       |
| 2024   | Nicht ausgetragen                       | Nicht ausgetragen                       | Nicht ausgetragen                       | Nicht ausgetragen                       | Nicht ausgetragen                       | Nicht ausgetragen                       | Nicht ausgetragen                       |

### Ranglisten
| Rang | Klub                          | Titel | Jahr(e)                |
| ---- | ----------------------------- | ----- | ---------------------- |
| 1    | Nagoya Oceans                 | 4     | 2011, 2014, 2016, 2019 |
| 2    | Chonburi Bluewave Futsal Club | 2     | 2013, 2017             |
| 3    | Foolad Mahan                  | 1     | 2010                   |
|      | Sanaye Giti Pasand            | 1     | 2012                   |
|      | Tasisat Daryaei               | 1     | 2015                   |
|      | Mes Sungun FSC                | 1     | 2018                   |

| Rang | Land     | Titel |
| ---- | -------- | ----- |
| 1    | Iran     | 4     |
|      | Japan    | 4     |
| 3    | Thailand | 2     |